# Acrosembia scotti
Acrosembia scotti is een insectensoort uit de familie Embiidae, die tot de orde webspinners (Embioptera) behoort. De soort komt voor in het noordoosten van het Afrotropisch gebied.
Acrosembia scotti is voor het eerst wetenschappelijk beschreven door Ross in 2006.